# Haus Schlossberg (Rapperswil)

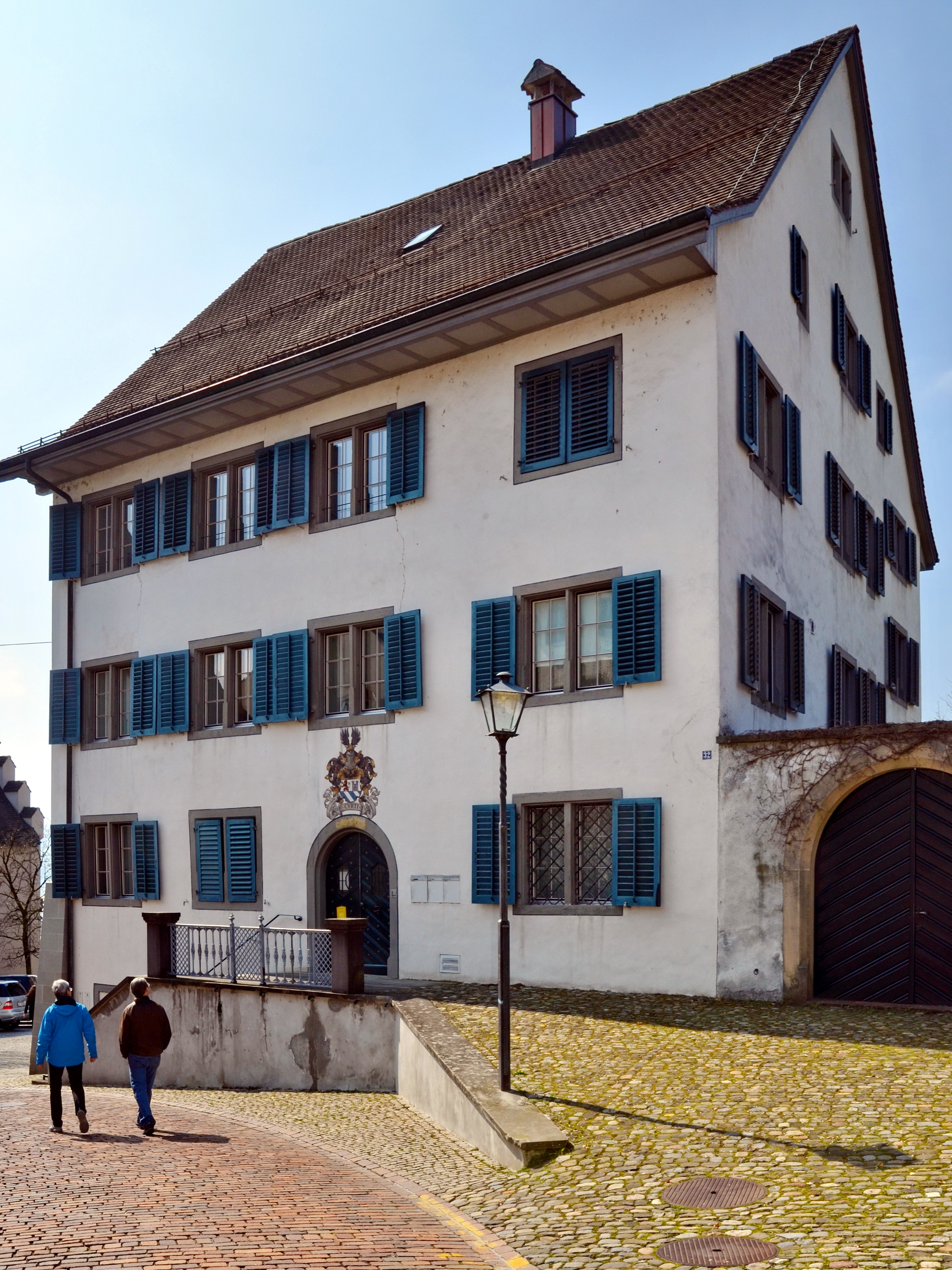
Haus Schlossberg, Ansicht von der Hintergasse

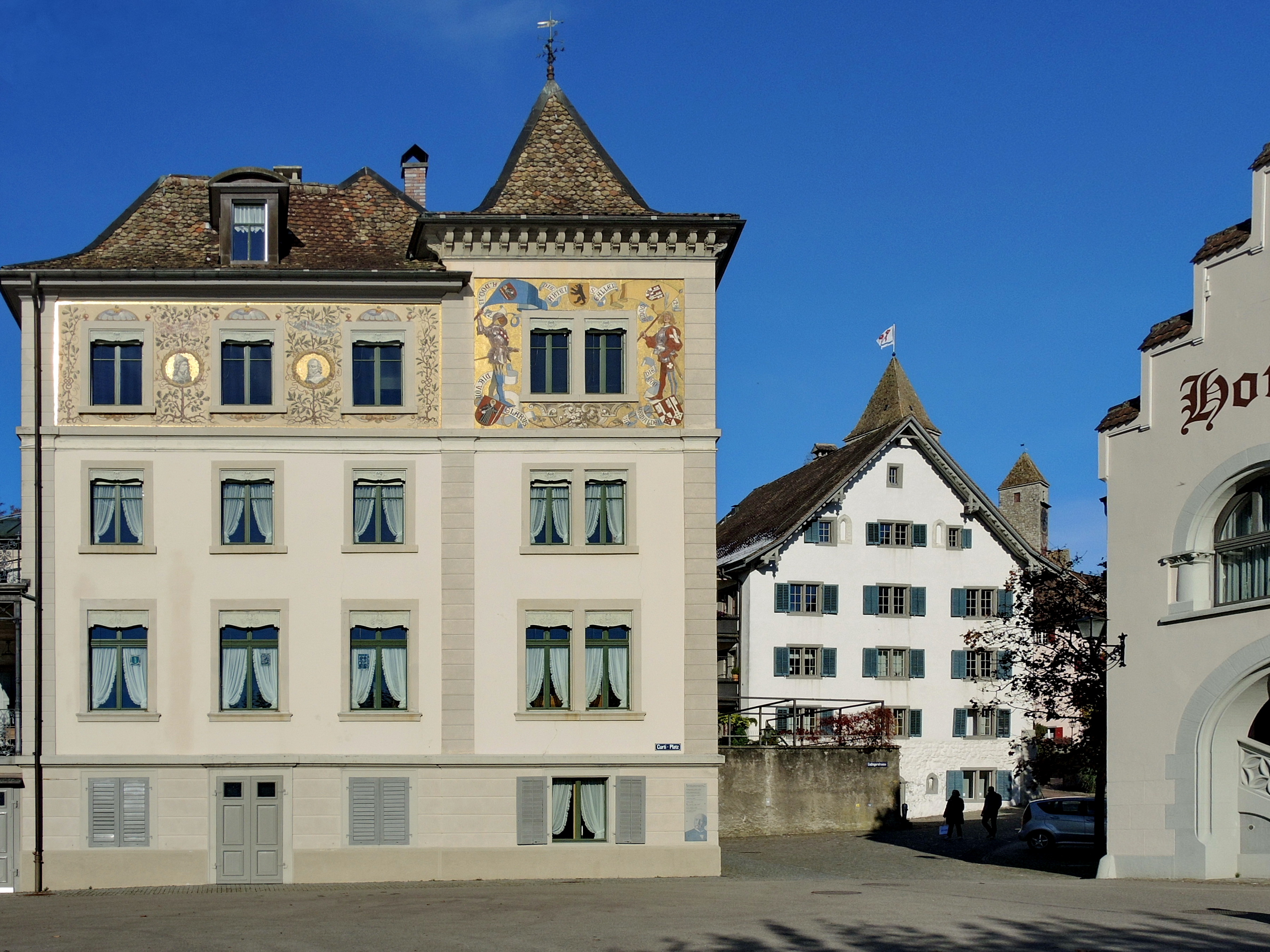
Ansicht vom Hafengelände auf das Curti-Haus, das Haus Schlossberg im Hintergrund, rechts das Hotel Schwanen

Das Haus Schlossberg ist ein Bürgerhaus beim Curtiplatz am westlichen Ende der historischen Altstadt von Rapperswil, einem Ortsteil der Schweizer Gemeinde Rapperswil-Jona im Kanton St. Gallen.

## Baugeschichte
Das Haus Schlossberg am südlichen Ende der Hintergasse soll im Kern ins 16. oder 17. Jahrhundert zurückreichen, könnte aber auch wesentlich älter sein. Im Jahr 1665 erhielt der aus Mailand stammende Seidenhändler Giacomo Maria Curti das Bürgerrecht der Stadt Rapperswil und erwarb die Liegenschaft Fischmarktplatz 9, die heutige Bahnhofapotheke. 1768 ging das Haus Schlossberg vom Seidenhändler Anton Brentona an die Familie Curti über.

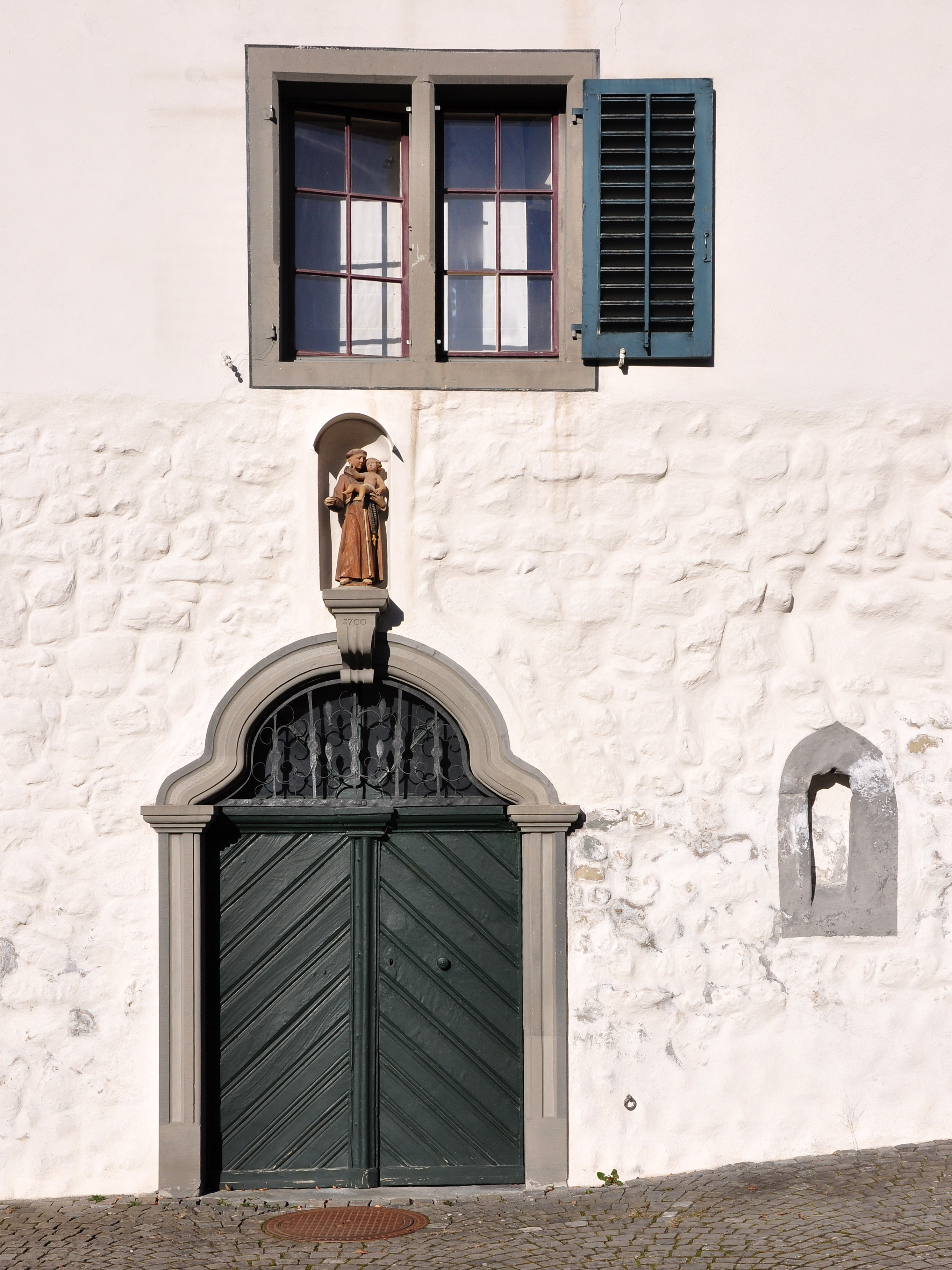
Eingangsbereich
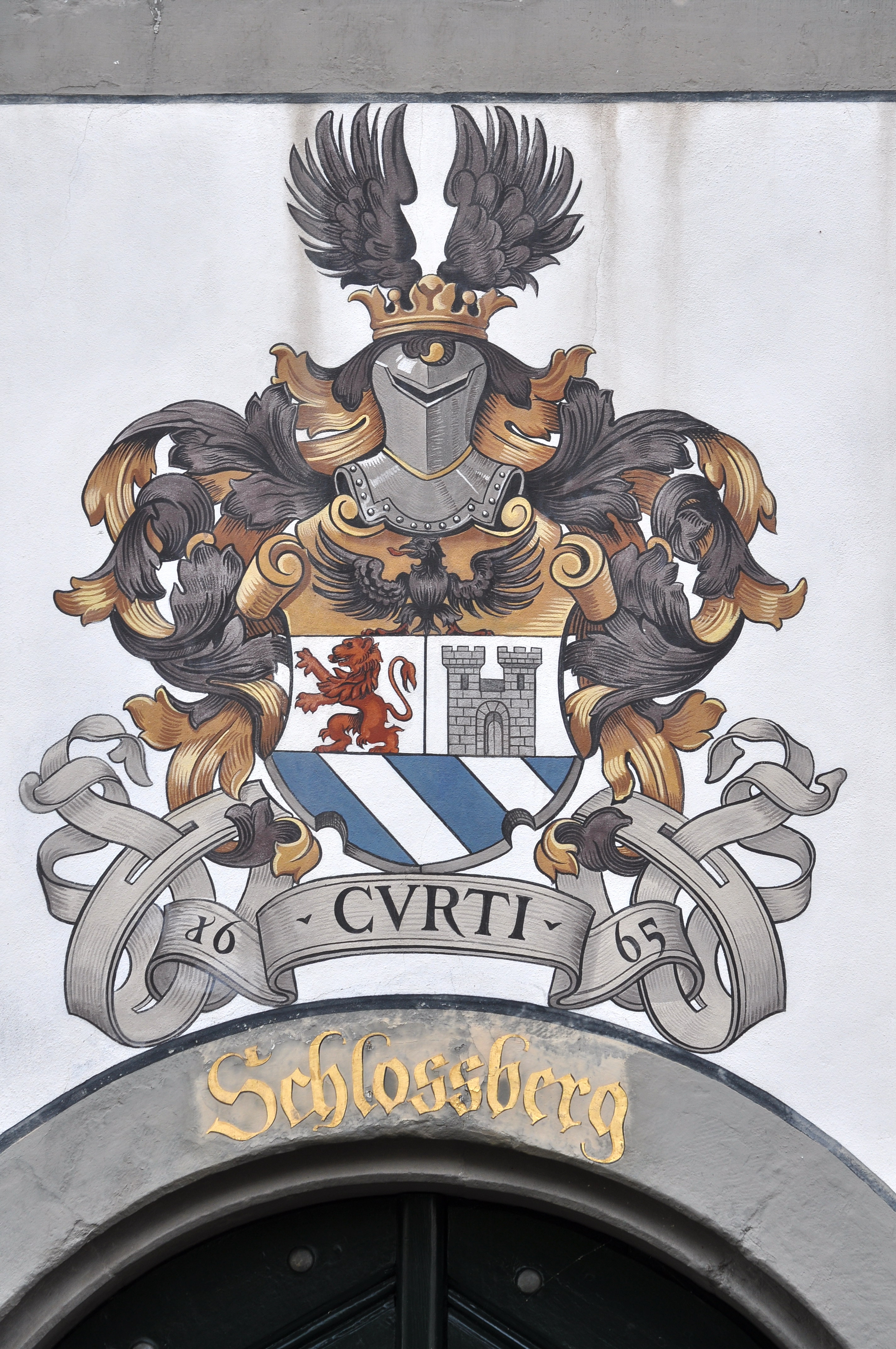
Wappen über dem Haupteingang
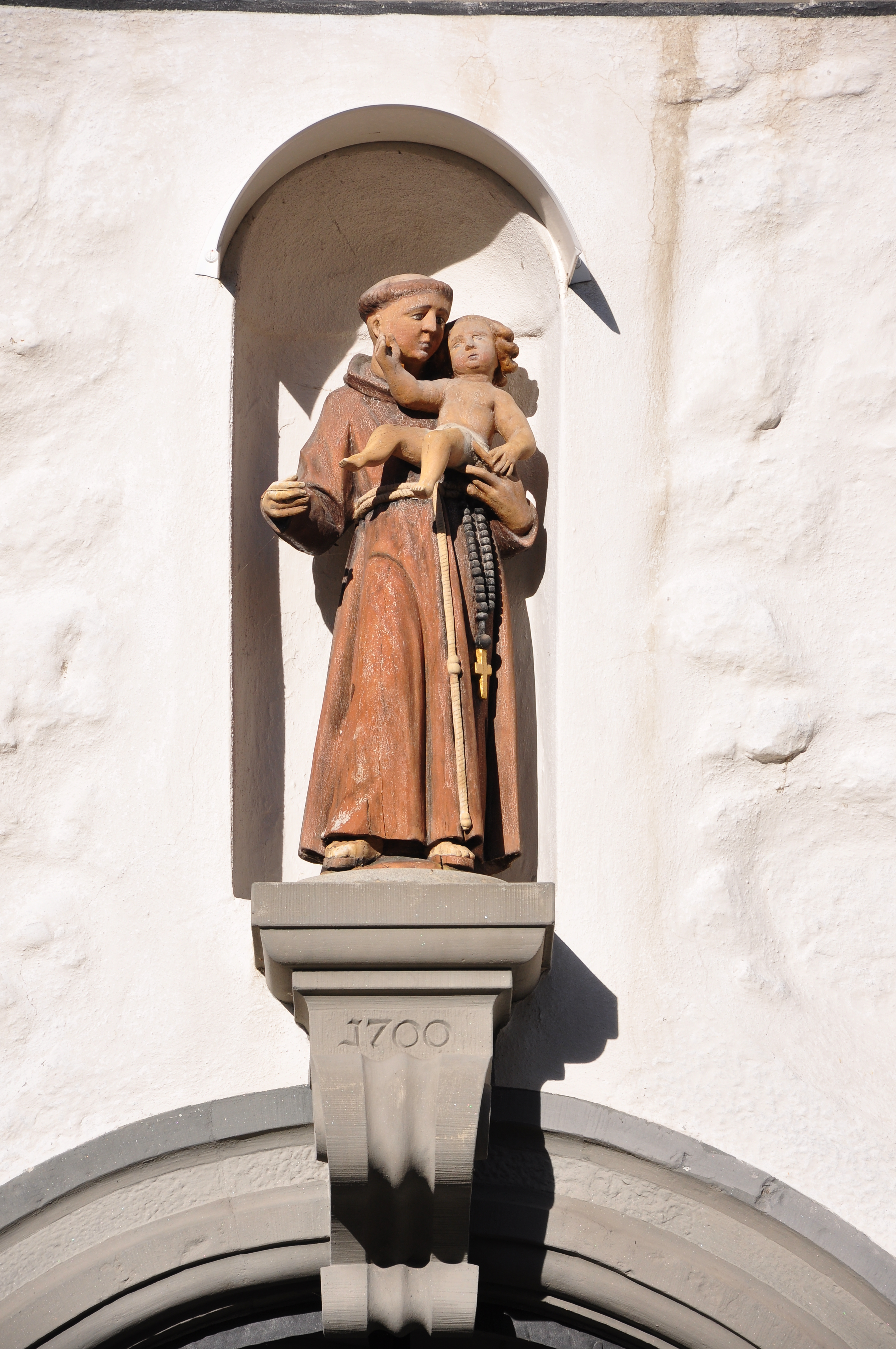
Unteres Portal
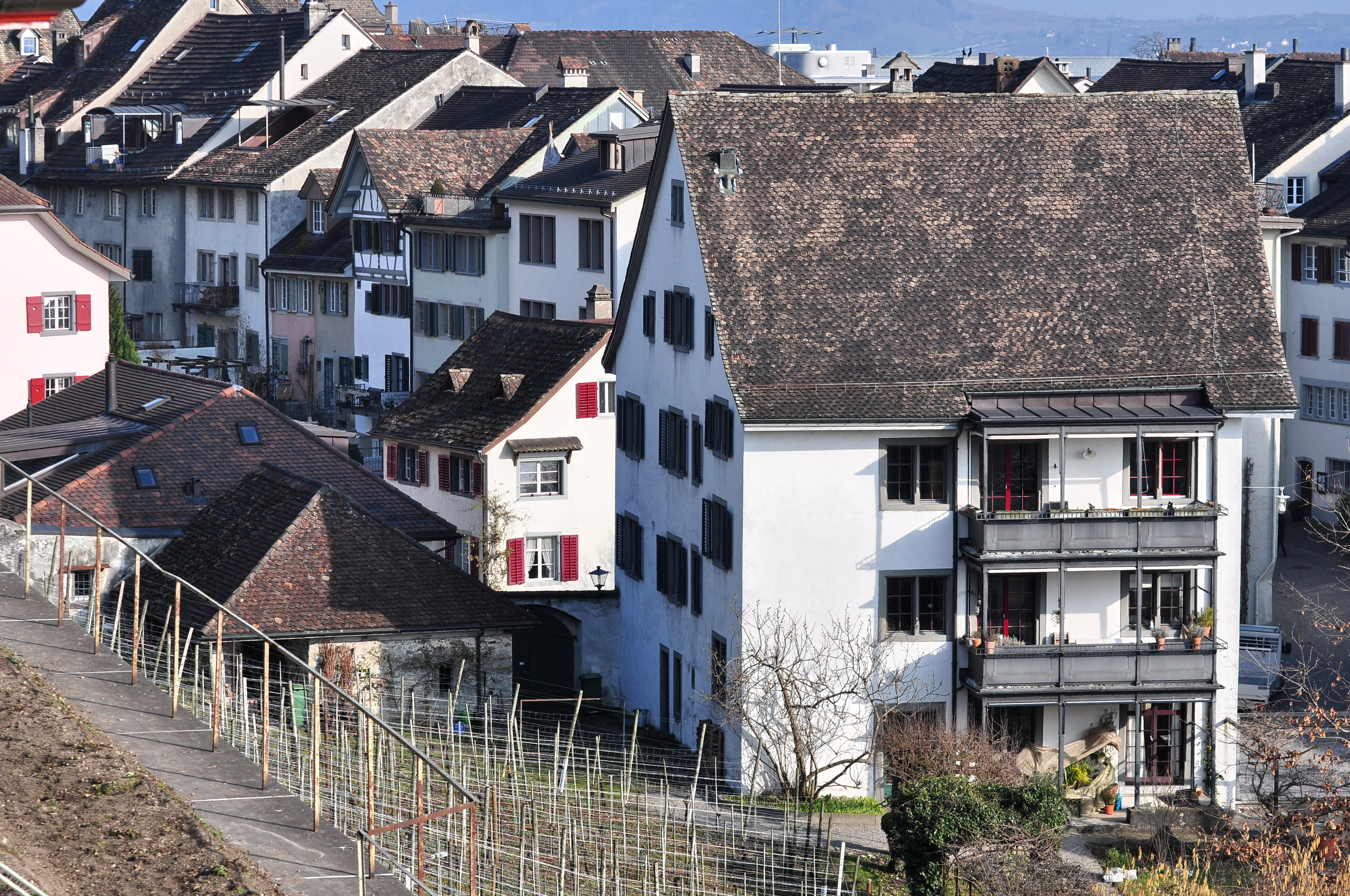
Ansicht vom Schlosshügel

Das Gebäude liegt an der Nahtstelle zwischen der bis in die 1830er-Jahre bestehenden Stadtbefestigung im Westen der Altstadt, dem Klosterbezirk und den Anlagen im Hafenbereich am Zürichsee. 1919 erwarb die Familie Curti auch die angrenzende Liegenschaft des Schlossbergs, weshalb das Gebäude üblicherweise Oberes Curti-Haus und das benachbarte Gebäude Unteres Curti-Haus genannt wird.